# 日本特別掃海隊
日本特別掃海隊（にほんとくべつそうかいたい）は、朝鮮戦争の際に、国連軍の要求で、連合国軍占領下の日本の海上保安庁が派遣した掃海隊。特別掃海隊とも。

## 前史

### 海上保安庁による航路啓開
1945年8月15日の日本の降伏後も、日本近海には、大日本帝国海軍が敷設した係維機雷55,347個と、アメリカ海軍が敷設した感応機雷6,546個が残っていた。これらの機雷によって日本の海上交通はほとんど途絶してしまい、食料の輸入も止まってしまっていた。これらを一日も早く処理し、日本沿岸の航路を開いて船舶の安全運航を図ることは、終戦処理作業として緊急かつ重大な問題であった。
このため、戦時中から行われていた海軍による航路啓開作業は、降伏に伴って一度は中止されていたものの、9月18日には海軍省軍務局に掃海部が設置されて、10月6日より、アメリカ海軍の指令を受けて再開されることになった。その後、海軍省の廃庁とともに第二復員省、復員庁を経て運輸省へと所管替えされていったが、1948年5月1日に運輸省の外局として海上保安庁が新設されると、こちらが所管するようになった。担当部署は、当初は保安局掃海課、後に警備救難部掃海課となったのち、1950年6月1日には独立改編されて航路啓開本部となった。

### 朝鮮戦争と機雷戦
連合国軍占領下の日本では、政府機関も連合国軍最高司令官総司令部（GHQ/SCAP）の統制下にあったことから、1950年6月の朝鮮戦争の開戦を受けて、海上保安庁も動員されることになった。まず7月16日より、佐世保港および横須賀港における日施確認掃海が開始された。これはゲリラ的に機雷を敷設されることに対する警戒措置であった。
一方、北朝鮮軍は、7月10日よりソビエト連邦製の機雷を入手しており、ウラジオストックからの輸送に使われていた鉄道が破壊されるまでに約4,000個を入手して、遅くとも8月1日より、元山及び鎮南浦において機雷敷設を開始した。当初、国連軍は北朝鮮軍の機雷戦能力を軽視していたが、9月4日に鎮南浦南西海域において米駆逐艦が機雷を発見したのを皮切りに報告・情報が相次ぎ、9月11日、アメリカ海軍第7艦隊司令官は、全艦艇に対し、北朝鮮が機雷戦活動を開始した旨を布告した。
9月15日の仁川上陸作戦（クロム鉱作戦 Operation Chromite）では、艦砲射撃のため進出した駆逐艦が係維機雷を発見して処分したことはあったが、掃海艇による機雷処分の成果はなかった。しかし9月26日から10月2日までの1 週間で、朝鮮半島東海岸では触雷によって1隻が沈没、4隻が大破するという損害を蒙り、機雷の脅威が大きく見直されることになった。しかし9月末の時点で、国連軍が使用できる掃海艇は、米国掃海艇21隻、及び日本で確認掃海に当たっている傭船中の日本掃海艇12隻のみであった。

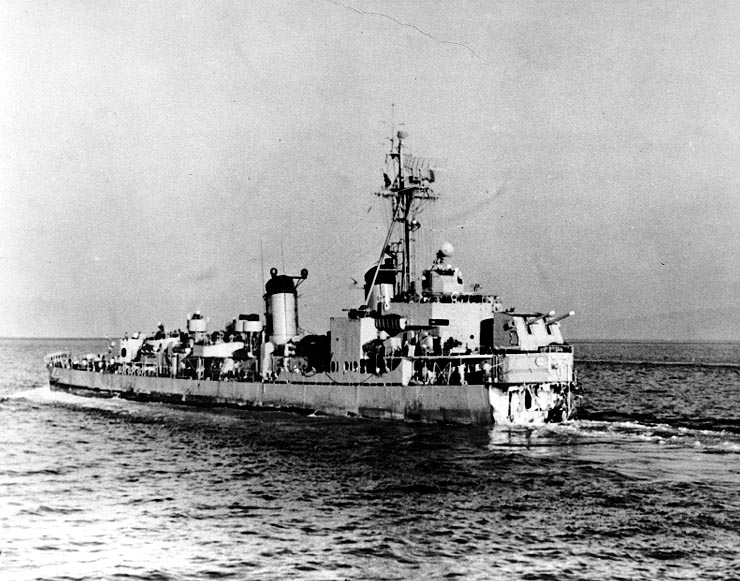
触雷して艦首を失った駆逐艦「アーネスト・G・スモール」
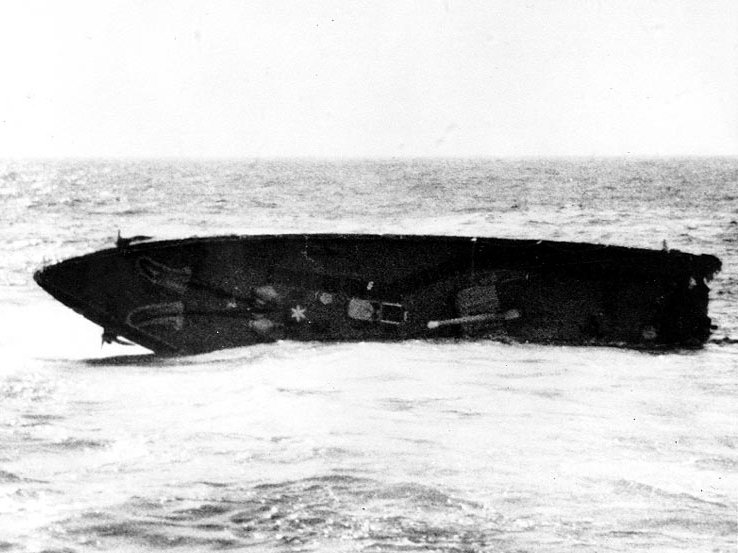
「アーネスト・G・スモール」から千切れた艦首部

### 特別掃海隊の編成へ
一方、国連軍司令官マッカーサー元帥は、仁川に続いて元山への上陸作戦（テイルボード作戦 Operation Tail board）を計画していたが、このように対機雷戦部隊が貧弱であるために先延ばしにされていた。このことから、10月2日、アメリカ極東海軍の参謀副長アーレイ・バーク少将は、海上保安庁の大久保武雄長官（一級運輸事務官）を極東海軍司令部に呼び、日本掃海隊の派遣を要請した。大久保長官は直ちに吉田茂首相に報告し、指示を仰いだ。このとき、既に米軍と契約した日本の船が人員や貨物の輸送を行ってはいたが、掃海作業をする契約はなく、また戦争下の掃海作業という戦闘行為を、軍隊の機能を営むことを禁止された海上保安庁が行うことへの違和感もあって、吉田首相としては気乗りしなかったが、占領下という情勢もあって、米軍の希望通りに掃海艇を派遣するよう伝えた。
これを受けて、同日19時51分に田村航路啓開本部長を総指揮官とする特別掃海隊の編成（海上保安庁タナ43）、続いて20時にはこれに加わる掃海艇（MS）および巡視船（PS）の下関集結（海上保安庁タナ31）を下令する電報が打電された。これは佐世保・横須賀の日施確認掃海に従事している艇を除く可動艇の全てであった。
10月4日には、アメリカ極東海軍司令官から山崎猛運輸大臣に対し、CNFE/S81として正式な命令が下された。これは、バーク少将との会合の際に、大久保長官が正式な文書での命令を求めたためであった。

## 編成

### 組織
日本側では特別掃海隊、アメリカ海軍ではCTE95.66と呼称されていた。
- 総指揮官：田村久三（航路啓開本部長、一級運輸事務官、元海軍大佐[10]、海兵第46期）, 「ゆうちどり」座乗
- 第1次掃海隊
  - 指揮官：山上亀三雄（第7管区航路啓開部長、二級運輸事務官、元海軍中佐[10]、海兵第55期）
  - 所属艇：MS20, MS02, MS04, MS07, PS03[11]
- 第2掃海隊
  - 指揮官：能勢省吾（第5管区航路啓開部長、二級運輸事務官、元海軍中佐[10]、海兵第55期）
  - 所属艇：MS03, MS06, MS14, MS17, PS02, PS04, PS08[11]
- 第3掃海隊
  - 指揮官：石飛矼（第9管区航路啓開部長、二級運輸事務官、元海軍中佐[10]、海兵第58期）
  - 所属艇：MS24, MS19, MS01, MS05, MS16, PS02, PS04, PS08[11]
- 第4掃海隊
  - 指揮官：萩原旻四（第2管区航路啓開部長、二級運輸事務官、元海軍中佐、海兵第60期）[11]
  - 所属艇：MS25, MS22, MS30, MS10, MS11, MS12, MS57[11]
- 第2次第1掃海隊（11月15日編成）[3]
  - 指揮官：花田賢司（三級運輸事務官、元海軍大尉、海兵第71期）[11]
  - 所属艇：MS24, MS19, MS02, MS04, MS05, MS07, PS48[11]
- 第2次第2掃海隊（10月25日編成）[3]
  - 指揮官：石野自彊（三級運輸事務官、元海軍大尉、海兵第69期）[11]
  - 所属艇：MS62, MS23, MS22, MS57, MS09, MS13, MS15, MS10, MS21, MS03, MS06, MS09, PS56[11]
- 第5掃海隊（10月29日編成）[3]
  - 指揮官：大賀良平（三級運輸事務官、元海軍大尉、海兵第71期）
  - 所属艇：MS21, MS03, MS06, MS08, PS58[11]

### 出動準備
非軍事化された海上保安庁が、しかも日本が関与しない外国での戦闘行為に従事することから、隊員の間でも議論が生じた。ただし田村本部長からの最初期の通達では「朝鮮海峡での浮流機雷の掃海」とされており、また6日午後に旗艦「ゆうちどり」で行われた指揮官会議では「38度線は越えない」と明言されたことでおおむね納得し、出動準備が進められることになった。
隊によっては、艇ごとに参加・不参加の決を取らせたこともあったが、いずれも参加と決した。また下関の岸壁では、朝鮮への派遣に納得できない乗員の家族が駆けつけてきて、乗員に朝鮮派遣を思いとどまるように懇願し、他の乗員や艇長たちの説得でやっと諦めるという一幕もあり、一部の乗員は家庭の事情ということで下船した。
なお、このように事情が特殊であったことから、特別掃海隊に参加する隊員について特殊勤務手当が増額され、実質的な給与は倍額となった。ただしこのような手当てが取られていることを含めて、隊員たちには事情がほとんど知らされておらず、使命・目的が曖昧なままで危険な業務に就くことになったことから、第2掃海隊指揮官であった能勢省吾は、後に「これらのことが伝達説明されていたならば、或いは全員が使命感を自覚して、違った結果を生んだかも分からない」と述懐している。
なお占領期には日章旗・旭日旗の掲揚が禁止されていたことから、日本船舶の旗章としては、国際信号旗の「E旗」の端を三角に切り落とした日本商船管理局（SCAJAP）の旗が代わりに使用され、船体からは海上保安庁のマークも取り外された。

## 出動
第1掃海隊は10月7日12時、第2掃海隊は翌8日4時、また第3掃海隊は13日13時30分にそれぞれ下関を出港し、朝鮮水域に向かった。

### 第1掃海隊 (山上隊; 海州)
第1掃海隊は掃海艇4隻・巡視船1隻で構成されており、当初はMS22，02，04，11及びPS03で出発したが、MS22・11の機械故障のため、それぞれMS20，07と交替した。10日17時、仁川湾外の予定会合地点に到着し、英、米、仏等の各国艦艇と連絡したのち、即日、海州沖に移動した。
11日より、イギリス海軍のベイ級フリゲート「ホワイトサンド・ベイ」とともに、CTE95.10西海岸哨戒任務隊指揮官（英国）の下で、海州航路の掃海作業に従事した。当初は英軍の監督が厳しく、使役されるというニュアンスが強かったが、英軍が日本側の作業精度の高さを認め、また山上指揮官が度々粘り強く英軍と交渉し、乗員同士の交流も深まるにつれて、わだかまりは解消されていった。
31日までに計15個の機雷を処分し、11月1日に海州を出発した。2日午前4時に第4掃海隊（萩原隊; 郡山）M22 と合同、MS20 と乗員を入れ替えした。11月3日夜半（午前1時）、下関に帰投し、 「ゆうちどり」に横付け連絡した。

### 第2掃海隊 (能勢隊; 元山)
第2掃海隊の掃海艇5隻・巡視船3隻は、総指揮官である田村総指揮官が座乗する「ゆうちどり」とともに、10月8日16時に海上でアメリカ海軍艦から指示書を受領したのち、10日午前8時に元山港外に到着した。
11日より掃海作業を開始し、まずは上陸作戦の際に国連軍艦艇の泊地とする予定の海域の掃海を実施した。その後、翌12日には永興湾に進入して元山港前面の掃海を行うことになり、まず吃水が浅い米海軍のAMS型掃海艇が掃海水域に進入し、日本掃海隊（第2掃海隊）は処分艇としてこれに続航することになった。しかし米掃海艇4隻のうち2隻が相次いで触雷して撃沈されたことで、作戦は中止されて、日本の掃海艇も後退した。
13日からは再び沖合での泊地掃海に戻ったが、戦況の変化を受けて米軍の予定上陸地点が変更されたことに伴い、日本の掃海隊の任務も変更された。この間、泊地は水深80から100メートルで、日本の掃海艇は投錨できず、漂泊せざるを得なかったが、漂泊中は波浪にもまれ、機関を休める暇もなかったために乗員はへとへとに疲れ、機関はがたがたの状況であった。その後、17日より、予定上陸地点前面の海域において、アメリカ掃海隊が西半分を、日本掃海隊（第2掃海隊）が東半分を担当して掃海を実施することになった。
17日早朝より日本掃海隊（第2掃海隊）は行動を開始し、永興湾に進入して、まず対艇での磁気掃海を行うこととした。MS03とMS17をもって第1小隊、MS06とMS14をもって第2小隊を編成し、PS02が処分艇としてこれらに続航した。
午後3時21分、掃海隊が麗島前面を通過しつつあったとき、最も陸岸に近かったMS14が触雷した。これらの掃海艇は機関部がある艇尾側の吃水が深く、この位置で触雷する傾向が強かったことから、掃海時には極力遠隔操縦として、乗員は前甲板に集合するようにしていたが、ちょうど触雷した際には中谷坂太郎烹炊長が後部の烹炊室に降りており、行方不明となってしまった。その他の乗員22名は、直ちに駆けつけた米軍のLCVPによって救助され、重軽傷者18名であった。
夕刻、第2掃海隊の各艇は麗島泊地に到着し、「ゆうちどり」に横付けして集合した。上記のように元山沖では夜間も漂泊していたことから、門司を出港してから 11日目はじめての投錨であった。各艇長のあいだでは掃海作業の打ち切りと帰国の意見が高まっていたことから、能勢隊長および田村総指揮官は、妥協案として、まず小型で喫水の浅いLCVPや交通艇が先行して海面近くの機雷を掃海した後、掃海艇が進む方式を採るよう、アメリカ側に進言することとした。
翌朝早く田村総指揮官は米軍を訪問し、まず掃海部隊（CTG95.6）指揮官スポフォード大佐と会見したところ、大佐は田村総指揮官の提案を了解し、艇を貸与する協定も成立した。しかし続いて面会した水雷戦隊司令官・前進任務部隊指揮官スミス（Allan E. Smith）少将は、既に上陸予定日から遅れている現状で、小型艇による小掃海を行う余裕はなく、また貸与できるような艇もないとして、提案を却下した。田村総指揮官は再び艇長たちと協議したものの、計画通りに掃海を強行すれば触雷は必至であるとして、全員がこれを拒否した。この返答をもって再びスミス少将と協議した田村総指揮官は、「日本掃海船3隻は15分以内に出港して内地に帰れ、しからずんば15分以内に出港して掃海にかかれ、内地に帰る場合は清水、燃料を補給船より受けよ」との返答を受けた）。
これを受けて、能勢隊長指揮下の3隻の掃海艇は日本への帰国を決意し、田村総指揮官もこれを受け入れた。当時、MS17は機関の整備のため分解しており発動が間に合わなかったことから、MS03がこれを横抱きにすることになり、18日14時、永興湾を出港した。この際、「ゆうちどり」には同隊の帰国を命ずる旗旒信号が揚げられて、独断ではなく命令による帰国という態になった。同隊は、途中で第3掃海隊（石飛隊）とすれ違いつつ帰国し、20日に下関に到着した。
その後能勢隊長は鉄路で海上保安庁に出頭し、また元山に残っていた田村総指揮官も22日には米軍の水上飛行艇で東京に帰投して、事の顛末を海上保安庁長官に報告した。同日、能勢隊の帰投についてGHQ公安局（Public Safety Division）と海上保安庁とで会議がもたれ、結論として、帰投の原因は「米現地指揮官が日本特別掃海隊隊員の置かれた立場をよく認識せず、日本側のLCVPによる掃海の申し出に対して何ら処置をしなかったことである」とされた。ただし米極東海軍司令部からの指令により、能勢隊長と3名の艇長は職を追われることになった。
なお元山では、10月18日までに近接水路から海岸に至る係維機雷の掃海はほぼ終了していた。ところが同日韓国海軍の掃海艇 YMS516 が磁気機雷に触雷沈没し乗員の半数を失った。新たに磁気機雷の脅威が出現したことで作戦が遅れ、最終的に元山上陸作戦は10月25日となった。結局この上陸作戦は、韓国の地上部隊が10月11日に元山を解放していたので、非戦闘の管理輸送上陸となった。

### 第3掃海隊 (石飛隊; 元山)
第3掃海隊は、10月17日未明0時30分、アメリカ海軍アレン・M・サムナー級駆逐艦「ウォレス・L・リンド」の嚮導のもとで下関を出港したが、荒天のため反転し、また舵が故障した艇も出た。その後、同日18時に再出港し、元山に向かった。途中、先発した第2掃海隊（能勢隊）が帰国しつつあることを知らされ、また洋上でこれとすれ違った。
20日午前9時、同隊は元山に到着し、田村総指揮官が座乗する「ゆうちどり」と合流した。また能勢隊で元山に残留していたPS02・04・08を合わせて指揮することになった。上記のように新たに磁気機雷の脅威が出現していたことから、まず21日から11月3日にかけて、5式掃海具を用いて元山港内外の磁気掃海を実施した。またアメリカ軍が200トン型曳船を応急試航船に改造したことから、掃海艇がこれを曳航して、10月31日から11月1日まで試航を行った。これに続いて、11月7日から26日まで、対艦式大掃海具3型を用いて、麗島東北掃海水路の確認日施掃海を行った。これらの掃海により、計5個の機雷を拘束し、PS でいずれも銃撃処分した。なお掃海した区域は磁気掃海で泊地 24平方キロ、航路 36.4平方キロ、係維機雷掃海で泊地 67.35平方キロ、航路2.75平方キロであった。
なおこの間、PS43が同隊に編入されており、同艇は11月4日に下関を出発して12日に元山に到着した。一方、能勢隊から編入されたPS02・04・08は11月13日に元山を出発し、15日に下関に到着した。
その後、石飛隊は第2次第1掃海隊（花田隊）と交代して、11月26日12時に元山を出発し、28日午前10時30分に下関に帰投した。ただしMS24・19・09は花田隊に編入されることになり、元山に残留した。

### 第4掃海隊 (萩原隊; 群山)
第4掃海隊は、下関に集合したのち、まず佐世保に移動して、同地の米海軍掃海部隊指揮官から群山の掃海を指示する命令書を受領して、10月17日、群山に向けて出港した。同日は西風が強く朝鮮海峡を渡れなかったため五島列島の北端に仮泊し、翌18日に群山に向けて出港した。
19日早朝に群山に到着し、満潮を待って、午前11時に入港した。同隊は、TE95.7 韓国海軍任務隊（米指揮官）に編入され、韓国海軍の掃海艇YMS-513艇長の指揮を受けて掃海を行うことになった。このとき、韓国海軍の掃海艇艇長は「実は私は掃海のことは何も知らない。あなたに一切任せる。ただし韓国司令部には、私の命令でやったことに報告させてくれ」と告白し、萩原指揮官は快く功績を韓艇長に譲った。ただし掃海作業報告では「同じ海域に対し、違った作戦命令が佐世保の第3掃海隊司令部、韓国船YMS-513、英海軍フリゲート「モーコンベイ」及び日本の総指揮官から出され、我々はどの命令をとるべきか判断に迷わされた」、「全作業を我々に任されたら、我々自身のペースでもっと容易に掃海作業を実施できたと思われる」と述べられており、指揮系統の混乱と、実際には日本側に必ずしも自主性が付与されていなかったことがうかがえる。
萩原隊は、群山港に至る航路に対し、係維機雷及び磁気機雷の掃海を行った。途中、10月27日にはMS30が座礁沈没するという事件があった。
この間、英海軍フリゲート艦長が来訪して「マッカーサー司令部の命令だ、鎮南浦の掃海にあたれ」と申し入れたのに対し、萩原指揮官は持っていた米軍指揮官の命令を見せ「田村総指揮官の命令がなければ動かぬ」と断り、英艦長は「月給を三倍払うから行ってくれ」といったが、萩原指揮官は「私は国のため働いているので、金をかせぎにきたのではない」と突っぱねたという挿話があった。
その後、11月4日には群山での任務は終了したが、萩原指揮官は機関不調の2隻のみを連れて帰国することになり、ほか4隻（MS10，12，22，57）は第2次第2掃海隊（石野隊）に編入されて、鎮南浦に移動して同地の掃海を行うことになった。萩原指揮官がその旨を英海軍フリゲート艦長に伝えたところ、英艦長は謝意を伝えるとともに、部下の機関科士官を派遣して機関を修理してくれた。

### 第2次第1掃海隊 (花田隊; 元山)
第1掃海隊（第2次）は11月15日に新編成されて、11月20日15時に下関唐戸を出港、22日15時30分に元山に到着した。上記のように、先行して同地で活動していた第3掃海隊（石飛隊）から掃海艇3隻（MS24，19，05）の編入を受けて、24日より掃海を開始した。
冬季の作業としては天候に恵まれたものの、氷点下の極寒と、湾外の巨大なうねりとで、作業には困難を伴った。ただし能勢隊の教訓からか、作業内容は、既掃面の日施掃海や試航掃海など、安全海面の掃海が割り当てられており、また自主性を付与されていたこともあって、現地米軍との折衝は極めて順調に経過した。12月3日までに所定の作業を完了して、同月4日午前6時に元山を出港、6日に下関唐戸に無事帰投した。使用掃海具は、対艦式大掃海具3型で、航路25.2平方キロの清掃を完了、処分機雷はなかった。

### 第2次第2掃海隊 (石野隊; 鎮南浦)
第2掃海隊（第2次）は10月25日に新編成されて、11月3日15時に下関唐戸を出港した。途中で、上記のように群山で活動していた第4掃海隊（萩原隊）から残置されていた掃海艇4隻（MS10，12，22，57）と合流し（手続き上の編入は2日）、7日13時45分に鎮南浦に到着した。
当時、同地ではギアリング級駆逐艦「フォレスト・ロイヤル」を旗艦として、アーチャー（Stephen M. Archer）中佐を指揮官とするTE95.69鎮南浦掃海任務隊が編成されており、石野隊はこれに編入されて、8日より掃海を開始した。
同地では、元山で能勢隊が提案したようにLCVPによる事前掃海が導入されており、まず米海軍の水中処分隊が機雷を捜索拘束し、次いでLCVPによる略掃を行い、その後日本の掃海艇により精密掃海を実施するという手順で進められた。
その後、15日12時には第5掃海隊（大賀隊）が鎮南浦に到着し、17日付けで石野隊に編入された。これにより、石野隊は、朝鮮水域における一番大きな掃海部隊となった。また同日には、試航船として泰昭丸が同地に到着したが、この際に野菜類や日本人好みの貯蔵品類を積んできており、特に野菜類は現地の米軍でも不足気味で補給を受けられていなかったことから、生気を取り戻すことができた。
20日には鎮南浦の掃海完了が発表された。協同して掃海作業を行っていた連合軍の掃海艇はアーチャー中佐とともに安州へと転進していったが、同地は安全が確保できていなかったことから、石野隊のみが鎮南浦に残されて、既掃海水道内の日施掃海を行っていた。
26日、石野隊は「カーミック」艦長の指揮下に入ることになった。28日、旧第5掃海隊（大賀隊）は石野隊から分離されて第4掃海隊（第2次）として改編されることになり、30日12時、鎮南浦を出港し海州に向っていった。また30日には、試航を終えた泰昭丸が佐世保に帰投していったほか、石野隊は「トンプソン」艦長の指揮下に入ることになった。
当時、陸上では中国人民志願軍の介入によって国連軍は後退を強いられており、鎮南浦も危険になってきていたことから、12月2日、アーチャー中佐より、石野隊は日本本土に引き上げるように指示があり、同日15時30分、鎮南浦を出港した。翌3日には平壌から国連軍が撤退しており、際どいタイミングでの帰還であった。
4日には、アーチャー中佐より、帰国に際して大賀隊と合流するように指示があったものの、荒天のために果たせず、7日午前11時、下関に帰投した。

### 第5→第2次第4掃海隊 (大賀隊; 鎮南浦→海州)
第5掃海隊は10月25日に新編成されて、11月7日15時に下関唐戸を出港した。この回航にあたり、既に帰還していた第1・4掃海隊から情報を聴取収集するとともに、浴槽や生鮮食料品貯蔵庫の新設などの準備を行った。
回航中にMS21の機械が故障し、PS56でこれを曳航したものの曳索が切断、また吹雪の中でMS06を見失って一度は遭難と判断されるなど、冬季の悪天候のために多くの困難が生じたが、偶然遭遇したイギリス巡洋艦やアメリカ駆逐艦の誘導を受けて、15日12時30分、鎮南浦に到着した。
到着後、指揮系統の統一のため、上記のように第5掃海隊の編制を解いて、掃海艇（MS）は第2次第2掃海隊（石野隊）の第3小隊に、PS56は駆特の真水燃料の補給船に、第5掃海隊指揮官及び指揮官府は、第2掃海隊指揮官府に合併された。
その後、28日には大賀隊は再び石野隊から分離されて、今度は第2次第4掃海隊として再編されることになった。30日12時に鎮南浦を出港して、英海軍フリゲート「モーコンベイ」の指揮下で海州に移動し、12月1日より同地での掃海を開始したが、同地での作業中、MS06の推進軸が切断するという事故が発生した。上記のような戦況の悪化もあって、6日に作業を終了し、海州を出港した。荒天のなかで自力航行不能なMS06を曳航する必要があり、回航には困難が伴ったが、途中壱岐に仮泊して、11日10時30分、下関唐戸に到着した。

### 掃海作業の終了
12月15日、アメリカ極東海軍は、文書をもって掃海作業の終了を指示するとともに、米極東海軍司令官からの感謝の意を伝えた。これにより日本特別掃海隊の編成は正式に解かれ、各艇は、それぞれの母港へと帰投した。

## 成果とその後
特別掃海隊は、元山、仁川、海州、群山および鎮南浦等で2ヶ月以上にわたって掃海作業に当たり、300キロにのぼる水路と600平方キロの泊地を啓開した。
特別掃海隊が処分した機雷は29個に過ぎなかったが、国連軍からは大きく評価されており、例えば米太平洋艦隊の報告では「掃海艇は作戦の成功に大きく貢献した」と述べられている。当時、国連軍の対機雷戦能力は大きく低下し、特に元山では機雷戦のために上陸作戦が大幅に遅延して作戦としての意義を大きく損なってしまっており、スミス少将は「この海域における制海を失ってしまった」とまで慨嘆していた。このため、日本特別掃海隊の掃海活動は、国連軍の元山上陸作戦、鎮南浦からの撤退作戦及び上記港湾を使用しての後方支援作戦等に必要不可欠であった。
この成果に対し、まず12月7日、極東海軍司令官ターナー・ジョイ中将から大久保長官に対し掃海隊員らへの賛辞が送られており、「ウェルダン、天晴れ、まことによくやって下さいました」と最上級の称賛の辞で締めくくられた。続いて1951年1月26日には、運輸大臣から特別掃海隊に対して表彰が行われた。
しかしながら、特別掃海隊の派遣が日本国憲法第9条に違反するとの批判が出た場合に講和条約締結問題に悪影響を及ぼすことを恐れて、政府はこの派遣そのものを秘密扱いとした。唯一の殉職者である中谷烹炊長の遺族にはアメリカから約400万円（現在の約3200万円相当）が支給されたが、これには極秘任務の口止めの意味合いも含まれていたという。日本国内での航路啓開作業でも多くの殉職者が出ていたことから、1952年にはこれらの業績を後世に伝えるため、金刀比羅宮に掃海殉職者顕彰碑が建立され、中谷烹炊長の名前も刻まれているが、特別掃海隊派遣中の殉職であることは知らされなかった。その後、大久保元長官たちの運動もあって、殉職後29年を経た1979年秋の戦没者叙勲で勲八等白色桐葉章が贈られたが、これも新聞発表は行われなかった。
なお、国連軍の指示に従わず帰投した能勢事務官は1951年1月に運輸事務官を退職することとなるが、1952年7月に海上保安官として採用され、同年8月西部航路啓開隊司令に任じられる。その後は、海上自衛隊に入隊し横須賀地方総監部副総監等を歴任し、1959年に退官する。また、第5掃海隊指揮官の大賀良平運輸事務官は、その後も海上警備隊員、警備官、海上自衛官に進み、1977年に海上幕僚長となる。

## 朝鮮半島の反応
1950年10月、北朝鮮外相朴憲永は「国連軍に日本兵が参戦している」と非難を行い、同様にソビエト連邦も「アメリカが日本兵を参加させている」として国際連合総会で非難を行った。1951年4月、李承晩韓国大統領は、倭館駐屯の韓国軍部隊へ次のような演説を行った。
最近国連軍の中に、日本軍兵が入っているとの噂があるが、その真否はどうであれ、万一、今後日本がわれわれを助けるという理由で、韓国に出兵するとしたら、われわれは共産軍と戦っている銃身を回して、日本軍と戦うことになる。
一方、日本側も朝鮮半島での対日感情を考慮して、なるべく掃海隊員を上陸させないよう指示していた。しかしある時、やむをえない事情で元山に上陸した際、現地の兵に日本人とすぐに見破られて取り囲まれ、問いただされたという。そこで隊員は正直に理由を話すと、流暢な日本語で「おー、そうか、ご苦労さんです。どうです一杯」と歓迎されたという。